# Grengiols
Grengiols est une commune suisse du canton du Valais, située dans le demi-district de Rarogne oriental.

## Histoire
Le nom viendrait du latin graneirolas, petits greniers.
1052 : Graneirolis, 1228 : Griniruel et 1297 : Graniols.
En 1799, le village est entièrement détruit par un incendie allumé par les troupes autrichiennes qui battaient en retraite.

## Monuments et curiosités
L'église paroissiale Saint-Pierre de style néo-roman a été construite en 1913 par l'architecte Adolf Gaudy. Elle contient un maître-autel rococo de 1760-70 ainsi que dans son bas-côté nord un autel de la Sainte-Croix de l'atelier de A. Sigristen daté du XVIIIe siècle.
Le chemin de randonnée de la Gäh Tod longe les gorges de Twingi de Grengiols jusqu'à Binn.

## Botanique
Grengiols est connu pour son espèce de tulipe unique au monde car elle pousse seulement dans cette commune qui lui donne son nom : la Grengjer-Tulpe (pour les spécialistes Tulipa grengiolensis).